# Liste der Baudenkmale in Badbergen
In der Liste der Baudenkmale in Badbergen sind die Baudenkmale der niedersächsischen Ortschaft Badbergen aufgelistet. Die übrigen Ortsteile sind in eigenständigen Listen aufgeführt.
Die Quelle der Baudenkmale ist der Denkmalatlas Niedersachsen. Der Stand der Liste ist der 10. Dezember 2024.

## Allgemein
In den Spalten befinden sich folgende Informationen:
- Lage: die Adresse des Baudenkmales und die geographischen Koordinaten. Kartenansicht, um Koordinaten zu setzen. In der Kartenansicht sind Baudenkmale ohne Koordinaten mit einem roten Marker dargestellt und können in der Karte gesetzt werden. Baudenkmale ohne Bild sind mit einem blauen Marker gekennzeichnet, Baudenkmale mit Bild mit einem grünen Marker.
- Bezeichnung: Bezeichnung des Baudenkmales
- Beschreibung: die Beschreibung des Baudenkmales. Unter § 3 Abs. 2 NDSchG werden Einzeldenkmale und unter § 3 Abs. 3 NDSchG Gruppen baulicher Anlagen und deren Bestandteile ausgewiesen.
- ID: die Objekt-ID des Baudenkmales
- Bild: ein Bild des Baudenkmales, ggf. zusätzlich mit einem Link zu weiteren Fotos des Baudenkmals im Medienarchiv Wikimedia Commons. Wenn man auf das Kamerasymbol klickt, können Fotos zu Baudenkmalen aus dieser Liste hochgeladen werden:

## Badbergen

### Gruppe: Ensemble Kirchenburg
Die Gruppe „Ensemble Kirchenburg“ umfasst die alte Kirchenburg von Badbergen. Die Gruppe hat die ID 45200440.

| Lage                                              | Bezeichnung    | Beschreibung | ID       | Bild           |
| ------------------------------------------------- | -------------- | --- | -------- | -------------- |
| An der Möhringsburg 52° 38′ 0″ N, 7° 58′ 55″ O    | Kirche         | Die evangelische Kirche St. Georg ist eine Hallenkirche aus dem 13. Jahrhundert mit einem achteckigen Westturm. Die Marienglocke datiert auf 1635. | 41318713 | Weitere Bilder |
| An der Möhringsburg 52° 38′ 1″ N, 7° 59′ 1″ O     | Kriegerdenkmal | Am Rande des Kirchhofs auf einem aufgeschütteten Rondell steht auf einem Postament ein nackter knieender Krieger, der an die Gefallenen des Ersten Weltkriegs mahnt. Eingefasst ist das Rondell mit einer Bruchsteinmauer, die Tafeln mit den Namen der Gefallenen des Zweiten Weltkriegs trägt. | 35495117 | BW             |
| Hauptstraße 52° 38′ 1″ N, 7° 58′ 54″ O            | Kriegerdenkmal | An der Hauptstraße gelegen steht eine Säule auf einem Postament. Auf dem (ionischen?) Kapitell steht der Reichsadler auf einer Kugel. Das Mahnmal dient der Erinnerung an die Gefallenen des Deutsch-Französischen Krieges 1870-1871. | 45200545 | BW             |
| Hauptstraße 52° 38′ 0″ N, 7° 58′ 53″ O            | Monument       | An der Ecke Hauptstraße / An der Möhringsburg steht ein erhöhter Findling mit einer Kupferplatte, die das Relief bzw. Profil Otto von Bismarcks zeigt (sog. Bismarckstein). | 45200564 | Weitere Bilder |
| An der Möhringsburg 1 52° 37′ 59″ N, 7° 58′ 54″ O | Wohnhaus       | Das anderthalbgeschossige Backsteingebäude mit einem Zwerchhaus wurde auf einem Sandsteinsockel unter einem Halbwalmdach Ende des 19. Jahrhunderts errichtet | 45200522 | BW             |
| An der Möhringsburg 1 52° 37′ 59″ N, 7° 58′ 54″ O | Wohnhaus       | Das anderthalbgeschossige Backsteingebäude mit einem Zwerchhaus wurde auf einem Sandsteinsockel unter einem Halbwalmdach Ende des 19. Jahrhunderts errichtet. | 45200522 | BW             |
| An der Möhringsburg 2 52° 37′ 59″ N, 7° 58′ 55″ O | Wohnhaus       | Das eingeschossige Fachwerkgebäude wurde unter einem Satteldach um 1850 errichtet. | 46467249 | BW             |
| An der Möhringsburg 52° 37′ 59″ N, 7° 58′ 57″ O   | Torpfeiler     | Die Torpfeiler aus gemauerten Feldsteinen tragen urnenähnliche Gegenstände. | 46467249 | BW             |
| Hauptstraße 52° 38′ 0″ N, 7° 58′ 57″ O            | Kirchhof       | Der von einer Backsteinmauer eingefasste Kirchhof zeigt ein rechtwinkliges Wegesystem. | 45202516 | BW             |
| An der Möhringsburg 4 52° 38′ 0″ N, 7° 59′ 2″ O   | Herrenhaus     | 1837 war das eingeschossige Backsteingebäude zweiflügelige Backsteingebäude auf einem Sandsteinsockel und unter einem Halbwalmdach errichtet worden. 1951 wurde das Gebäude erweitert. Eine Kapelle steht nahe dem Südflügel. Wegen der Veränderungen war das Gebäude schon 1977 nicht mehr im Denkmalverzeichnis geführt worden. 2006 wurde es verkauft und abgerissen. An der Stelle steht nun eine Wohnanlage. | 34454286 | BW             |

### Gruppe: Straßenzug Hauptstraße und Bahnhofstraße
Die Gruppe „Straßenzug Hauptstraße und Bahnhofstraße“ zeigt eine einheitliche Bebauung und hat die ID 45200617.

| Lage                                       | Bezeichnung              | Beschreibung | ID       | Bild |
| ------------------------------------------ | ------------------------ | --- | -------- | ---- |
| Bahnhofstraße 2 52° 38′ 0″ N, 7° 58′ 50″ O | Wohnhaus                 | Das Fachwerkgebäude auf einem Backsteinsockel und unter einem Halbwalmdach wurde vermutlich Anfang des 19. Jahrhunderts als Nebengebäude zur Hauptstraße 70 errichtet. Später wurde es als Armenhaus und ab Mitte der 1950er Jahre als Wohn- und Geschäftshaus genutzt. | 45164094 | BW   |
| Hauptstraße 67 52° 38′ 1″ N, 7° 58′ 51″ O  | Wohn-/Wirtschaftsgebäude | Das Vierständer-Hallenhaus wurde unter einem Satteldach 1737 errichtet. Beide Giebel kragen zweifach vor. | 45165336 | BW   |
| Hauptstraße 69 52° 38′ 0″ N, 7° 58′ 51″ O  | Wohn-/Wirtschaftsgebäude | Das Vierständer-Hallenhaus mit Zwerchgiebel wurde unter einem Satteldach im 18. Jahrhundert errichtet. Beide Giebel kragen zweifach vor. Zwischenzeitlich wurde das Gebäude als Gasthaus genutzt.                                                                       | 45165355 | BW   |
| Hauptstraße 70 52° 38′ 0″ N, 7° 58′ 50″ O  | Wohn-/Wirtschaftsgebäude | Das Vierständer-Hallenhaus mit Zwerchhaus wurde unter einem Satteldach um 1800 errichtet. Beide Giebel kragen zweifach vor. Der vordere Giebel zeigt eine zweigeschossige Utlucht.                                                                                      | 45165400 | BW   |

### Gruppe: Ehemalige Landwirtschaftsschule
Die Gruppe „Ehemalige Landwirtschaftsschule“ besteht aus dem Villengrundstück mit der Einfriedung und hat die ID 53975764.

| Lage                                       | Bezeichnung | Beschreibung | ID       | Bild |
| ------------------------------------------ | ----------- | --- | -------- | ---- |
| Hauptstraße 31 52° 38′ 13″ N, 7° 58′ 52″ O | Villa       | Die zweigeschossige Villa aus Backstein mit Risalit wurde 1910 auf einem Sockel und unter einem Walmdach errichtet. | 45165137 | BW   |
| Hauptstraße 31 52° 38′ 13″ N, 7° 58′ 51″ O | Scheune     | Die Fachwerkscheune mit Längseinfahrt wurde unter einem Satteldach errichtet.                                       | 45204223 | BW   |
| Hauptstraße 31 52° 38′ 12″ N, 7° 58′ 53″ O | Einfriedung | Das Villengrundstück wird durch eine Backsteinmauer zur Jahnstraße und zur Hauptstraße eingefriedet.                | 45204298 | BW   |

### Gruppe: Hauptstraße 39
Die Gruppe „Hauptstraße 39“ besteht aus dem Gebäude mit Werkstatt und Garten und hat die ID 45500558.

| Lage                                      | Bezeichnung | Beschreibung                                                                                   | ID       | Bild |
| ----------------------------------------- | ----------- | ---------------------------------------------------------------------------------------------- | -------- | ---- |
| Hauptstraße 39 52° 38′ 8″ N, 7° 58′ 53″ O | Wohnhaus    | Das zweigeschossige Fachwerkgebäude steht auf einem Bruchsteinsockel und unter einem Walmdach. | 45165222 | BW   |
| Hauptstraße 39 52° 38′ 8″ N, 7° 58′ 51″ O | Werkstatt   | Das eingeschossige Backsteingebäude steht unter einem Satteldach.                              | 45501064 | BW   |

### Gruppe: Hauptstraße 43
Die Gruppe „Hauptstraße 43“ besteht aus einem Wohngebäude mit Stall und der Pflasterung. Die Gruppe hat die ID 45498169.

| Lage                                      | Bezeichnung              | Beschreibung | ID       | Bild |
| ----------------------------------------- | ------------------------ | --- | -------- | ---- |
| Hauptstraße 43 52° 38′ 7″ N, 7° 58′ 53″ O | Wohn-/Wirtschaftsgebäude | Das Vierständer-Hallenhaus wurde im 18. Jahrhundert unter einem Satteldach errichtet. Wohn- und Wirtschaftsgiebel kragen jeweils zweifach vor. | 45165260 | BW   |
| Hauptstraße 43 52° 38′ 7″ N, 7° 58′ 52″ O | Stall                    | Der Fachwerkstall steht unter einem Satteldach.                                                                                                | 45498198 | BW   |
| Hauptstraße 43 52° 38′ 7″ N, 7° 58′ 53″ O | Pflaster                 | Das Kopfsteinpflaster führt von der Hauptstraße zum Stallgebäude-                                                                              | 45498229 | BW   |

### Einzeldenkmale
| Lage                                       | Bezeichnung              | Beschreibung | ID       | Bild           |
| ------------------------------------------ | ------------------------ | --- | -------- | -------------- |
| Bahnhofstraße 52° 38′ 2″ N, 7° 58′ 48″ O   | Kirche                   | Die katholische Kirche St. Marien ist eine neogotische Saalkirche aus Backstein mit Westturm, die zwischen 1867 und 1869 nach den Entwürfen Johann Bernhard Hensens realisiert wurde. | 45163832 | Weitere Bilder |
| Hauptstraße 5 52° 38′ 23″ N, 7° 58′ 54″ O  | Wohn-/Wirtschaftsgebäude | Das Vierständer-Hallenhaus unter einem Satteldach wurde 1831 auf dem Hof Höner zu Benstrup errichtet. Der Wirtschaftsgiebel kragt dreifach vor.                                       | 45164154 | BW             |
| Hauptstraße 6 52° 38′ 23″ N, 7° 58′ 53″ O  | Wohnhaus                 | Das 1887 errichtete eingeschossige Backsteingebäude steht auf einem Bruchsteinsockel und unter einem Satteldach.                                                                      | 45165071 | BW             |
| Hauptstraße 9 52° 38′ 23″ N, 7° 58′ 53″ O  | Wohn-/Wirtschaftsgebäude | Das Vierständer-Hallenhaus unter einem Satteldach wurde 1850 errichtet. Der Wohngiebel kragt dreifach vor.                                                                            | 45165118 | BW             |
| Hauptstraße 32 52° 38′ 12″ N, 7° 58′ 55″ O | Wohn-/Wirtschaftsgebäude | Das Vierständer-Hallenhaus unter einem Satteldach wurde im 18. Jahrhundert auf dem Hof Hildebrand errichtet. Der Wirtschaftsgiebel kragt vierfach, der Wohngiebel zweifach vor.       | 45165162 | BW             |
| Hauptstraße 37 52° 38′ 9″ N, 7° 58′ 52″ O  | Gasthaus                 | Das zweigeschossige Backsteingebäude (Haus Siltmann) unter einem Satteldach wurde 1905 errichtet.                                                                                     | 45165182 | BW             |
| Hauptstraße 38 52° 38′ 9″ N, 7° 58′ 52″ O  | Gasthaus                 | Das 1855 errichtete zweigeschossige Backsteingebäude steht auf einem Sandsteinsockel und unter einem Walmdach.                                                                        | 45165201 | BW             |
| Hauptstraße 38 52° 38′ 9″ N, 7° 58′ 55″ O  | Speicher                 | Der zweigeschossige Fachwerkspeicher wurde auf einem Sandsteinsockel und unter einem Satteldach errichtet.                                                                            | 45212341 | BW             |
| Hauptstraße 41 52° 38′ 8″ N, 7° 58′ 53″ O  | Wohn-/Wirtschaftsgebäude | Das Vierständer-Hallenhaus unter einem Satteldach wurde 1731 errichtet. | 45165241 | BW             |
| Hauptstraße 58 52° 38′ 4″ N, 7° 58′ 54″ O  | Wohn-/Wirtschaftsgebäude | Das Wohngebäude wurde vermutlich als Vierständer-Hallenhaus unter einem Satteldach in der ersten Hälfte des 19. Jahrhunderts errichtet. Der Wirtschaftsgiebel kragt dreifach vor.     | 45165279 | BW             |
| Hauptstraße 59 52° 38′ 3″ N, 7° 58′ 55″ O  | Wohn-/Wirtschaftsgebäude | Das Vierständer-Hallenhaus unter einem Satteldach wurde 1815 errichtet. Der Wirtschaftsgiebel kragt zweifach vor.                                                                     | 45165299 | BW             |
| Hauptstraße 63 52° 38′ 3″ N, 7° 58′ 55″ O  | Villa                    | Die zweigeschossige massive Villa mit Risalit steht auf einem verputzten Sockel und unter einem Zeltdach.                                                                             | 45165317 | BW             |
| Marktplatz 4 52° 37′ 59″ N, 7° 58′ 47″ O   | Wohn-/Wirtschaftsgebäude | Das Zweiständer-Hallenhaus unter einem Satteldach wurde 1757 als Heuerhaus für den Hof Heye auf der Lage errichtet. Wohn- und Wirtschaftsgiebel kragen zweifach vor.                  | 45164049 | BW             |

### Ehemalige Baudenkmale
| Lage                                          | Bezeichnung              | Beschreibung | ID       | Bild |
| --------------------------------------------- | ------------------------ | --- | -------- | ---- |
| Bahnhofstraße 5 52° 38′ 1″ N, 7° 58′ 46″ O    | Gemeindehaus             | Das zweigeschossige Backsteingebäude auf einem Bruchsteinsockel und unter einem Satteldach wurde im ausgehenden 19. Jahrhundert errichtet. Das Gebäude wurde als katholisches Gemeindehaus genutzt. Wegen der Veränderungen wurde das Gebäude ab 1986 nicht mehr im Denkmalverzeichnis geführt. | 45545587 | BW   |
| Bahnhofstraße 7 52° 38′ 2″ N, 7° 58′ 46″ O    | Wohnhaus                 | Das eingeschossige verputzte Backsteingebäude mit Zwerchhaus steht auf einem Sandsteinsockel und unter einem Satteldach. Das Pfarrhaus wurde 1899 errichtet. Wegen der Veränderungen wurde das Gebäude ab 1986 nicht mehr im Denkmalverzeichnis geführt.                                        | 45200591 | BW   |
| Dinklager Straße 1 52° 38′ 9″ N, 7° 58′ 55″ O | Wohn-/Wirtschaftsgebäude | Das Vierständer-Hallenhaus wurde im 18. Jahrhundert als Ackerbürgerhaus (Haus Hilgeforth) errichtet. Der Wirtschaftsgiebel kragte zweifach vor. Das Gebäude wurde 2004 abgebrochen und aus dem Denkmalverzeichnis gestrichen.                                                                   | 35468586 | BW   |
| (Blankenfortweg) 52° 40′ 2″ N, 7° 58′ 46″ O   | Wehr                     | Das sog. Schützenwehr (Hase-Schleuse III) wurde zwischen 1905 und 1910 errichtet. Wegen der baulichen Veränderungen wurde die Anlage 2013 nicht mehr im Denkmalverzeichnis geführt. | 41960303 | BW   |
| Hauptstraße 40 52° 38′ 8″ N, 7° 58′ 54″ O     | Wohnhaus                 | Das zweigeschossige Backsteingebäude mit Zwerchhaus steht unter einem Satteldach. Das Gebäude wurde wegen seiner Veränderungen bereits 1986 nicht mehr im Denkmalverzeichnis geführt und später abgebrochen.                                                                                    | 51651245 | BW   |
| Hauptstraße 42 52° 38′ 8″ N, 7° 58′ 53″ O     | Wohnhaus                 | Das eingeschossige Fachwerkgebäude mit Zwerchhaus steht unter einem Halbwalmdach. Wegen der Veränderungen wurde das Gebäude ab 1986 nicht mehr im Denkmalverzeichnis geführt. | 51652532 | BW   |
| Hauptstraße 47 52° 38′ 7″ N, 7° 58′ 53″ O     | Wohnhaus                 | Das eingeschossige Backstein steht unter einem Satteldach. Wegen der Veränderungen wurde das Gebäude ab 1986 nicht mehr im Denkmalverzeichnis geführt. | 51652724 | BW   |
| Hauptstraße 48 52° 38′ 6″ N, 7° 58′ 53″ O     | Wohnhaus                 | Das eingeschossige Backsteingebäude steht unter einem Mansarddach. Wegen der Veränderungen wurde das Gebäude ab 1986 nicht mehr im Denkmalverzeichnis geführt. | 51652754 | BW   |
| Hauptstraße 49 52° 38′ 6″ N, 7° 58′ 53″ O     | Wohnhaus                 | Das eingeschossige Backsteingebäude steht unter einem Satteldach. Wegen der Veränderungen wurde das Gebäude ab 1986 nicht mehr im Denkmalverzeichnis geführt. | 51652778 | BW   |
| Hauptstraße 51 52° 38′ 6″ N, 7° 58′ 54″ O     | Wohnhaus                 | Das zweigeschossige Gebäude steht unter einem Satteldach und wurde 1922 mit Fachwerk im Obergeschoss errichtet. Wegen der Veränderungen wurde das Gebäude ab 1986 nicht mehr im Denkmalverzeichnis geführt.                                                                                     | 51652829 | BW   |
| Hauptstraße 52 52° 38′ 5″ N, 7° 58′ 55″ O     | Wohnhaus                 | Das eingeschossige Gebäude steht unter einem Satteldach. Wegen der Veränderungen wurde das Gebäude ab 1986 nicht mehr im Denkmalverzeichnis geführt. | 51652936 | BW   |
| Hauptstraße 54 52° 38′ 5″ N, 7° 58′ 55″ O     | Wohnhaus                 | Das zweigeschossige Backsteingebäude steht unter einem Mansarddach. Wegen der Veränderungen wurde das Gebäude ab 1986 nicht mehr im Denkmalverzeichnis geführt. | 51653144 | BW   |
| Hauptstraße 64 52° 38′ 2″ N, 7° 58′ 55″ O     | Wohnhaus                 | Das zweigeschossige Backsteingebäude steht unter einem Satteldach. Wegen der Veränderungen wurde das Gebäude ab 1986 nicht mehr im Denkmalverzeichnis geführt. | 51653391 | BW   |

## Grönloh
siehe: Liste der Baudenkmale in Grönloh

## Groß Mimmelage
siehe: Liste der Baudenkmale in Groß Mimmelage

## Grothe
siehe: Liste der Baudenkmale in Grothe

## Langen
siehe: Liste der Baudenkmale in Langen (Badbergen)

## Lechterke (mit Wohld)
siehe: Liste der Baudenkmale in Lechterke mit Wohld

## Vehs
siehe: Liste der Baudenkmale in Vehs

## Wehdel
siehe: Liste der Baudenkmale in Wehdel (Badbergen)

## Wulften
siehe: Liste der Baudenkmale in Wulften (Badbergen)